# Agrypnie
«Agrypnie» — метал колектив з Німеччини, заснований у 2004 році.

## Дискографія
- F51.4 (2006)
- Exit (2008)
- 16[485] (2010)
- Aetas Cineris (2013)
- Grenzgænger (2018)